# Камбарський завод газового обладнання
ТОВ «Камба́рський заво́д га́зового обла́днання» — машинобудівне підприємство з виробництва обладнання для теплопостачання та газифікації, розташоване в місті Камбарка (Удмуртія), Росія.
Завод був заснований в 1929 році як артіль «Горн», що випускала обозні вироби. Свою сучасну назву підприємство отримало 14 вересня 1965 року. З 1992 року, після приватизації, завод став акціонерним товариством.
На сьогодні завод має механообробне, збірне, зварювальне, ковальсько-пресове, інструментальне та ремонтне виробництво. Продукція, що випускається підприємством, дуже різноманітна — газорегуляторні установки, газові фільтри, горілки, опалювальні котли, теплогенератори, транспортабельні установки.
Завод має ліцензії на всі види робіт, продукція, що випускається, має сертифікати якості Держстандарту Росії та дозволи на використання Ростехнагляду.